# Província de Bitchū
Bitchū (備中国, Bitchū no kuni) foi uma antiga província do japão ao lado do Mar Interior a oeste de Honshū, correspondendo ao oeste da atual prefeitura de Okayama. Bitchū fazia fronteira com as províncias de Hōki, Mimasaka, Bizen, e Bingo.
A antiga capital e os templos foram construídos nas proximidades de Soja. Na maior parte do Período Muromachi, a província foi dominada pelo clã Hosokawa, que residia em Shikoku e dava uma certa independência à província. No Período Sengoku, outros clãs lutaram por Bitchū, e Oda Nobunaga e Mori Terumoto lutavam na província quando Oda faleceu, levando a uma divisão da província. Depois de 1600, a província foi dividida em uma quantidade de han (feudos). Com o tempo, as províncias foram reorganizadas em prefeituras, e a cidade dominante era o porto, Kurashiki.

## Bitchū no Kami
lista parcial de governadores da província:
- Fujiwara no Yorinume - 1013
- Fujiwara no Sukenaka - 1037